# Vlada Char'kova
Vlada Viktorivna Char'kova (in ucraino Влада Вікторівна Харькова?; Užhorod, 29 settembre 1996) è una schermitrice ucraina, specializzata nella spada.

## Carriera
Nel 2022 si è laureata campionessa europea nella spada individuale all'Europeo di Adalia, sconfiggendo in finale Rossella Fiamingo per 10-15. Nel 2025 ha prima vinto l'oro nella prova a squadre agli Europei di Genova, assieme alle connazionali Inna Brovko, Olena Kryvyc'ka e Anna Maksymenko, vincendo la finale contro la Svizzera per 45-38, laureandosi in seguito campionessa del mondo nella prova individuale ai Mondiali di Tbilisi, battendo per 15-14 l'estone Katrina Lehis e diventando la seconda ucraina di sempre a riuscirci dopo Natalija Konrad nel 2003.

## Palmarès
- Mondiali

Tbilisi 2025: oro nella spada individuale.
- Mondiali militari

Acireale 2017: oro nella spada a squadre.
- Europei

Genova 2025: oro nella spada a squadre.
Adalia 2022: oro nella spada individuale; bronzo nella spada a squadre.
- Europei Under-23

Plovdiv 2019: argento nella spada a squadre.